# Forelius albiventris
Forelius albiventris är en myrart som beskrevs av Auguste-Henri Forel 1912. Forelius albiventris ingår i släktet Forelius och familjen myror. Inga underarter finns listade i Catalogue of Life.